# Der mit Schwämmen und der mit Salz beladene Esel

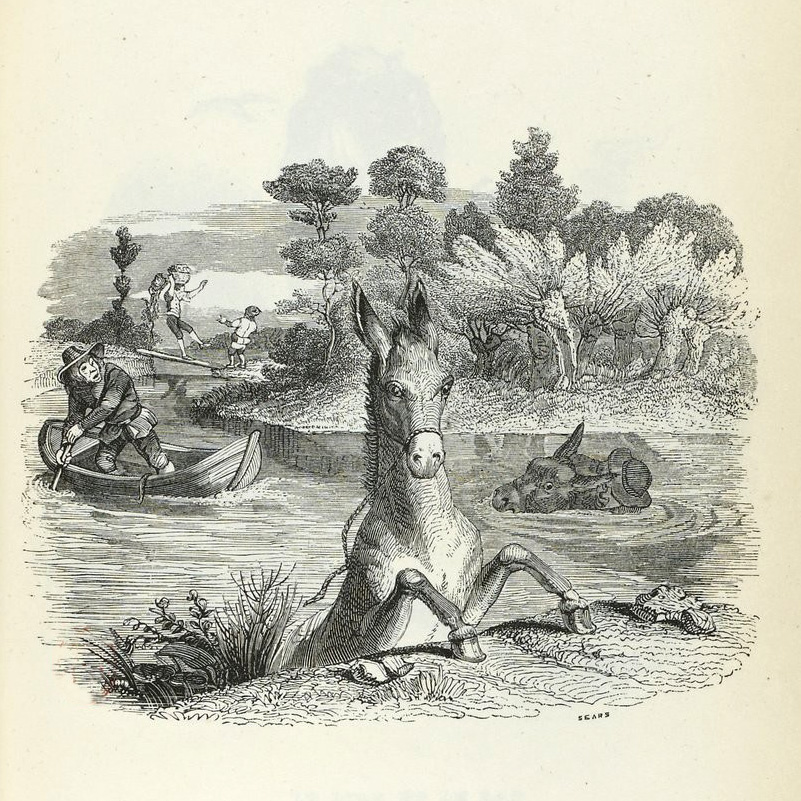
L’Âne chargé d’éponges et l’Âne chargé de sel (Grandville)

Der mit Schwämmen und der mit Salz beladene Esel (französisch: L’Âne chargé d’éponges et l’Âne chargé de sel) ist die zehnte Fabel im zweiten Buch in der Fabelsammlung des französischen Dichters Jean de La Fontaine. Sie wurde erstmals 1668 veröffentlicht. Der Dichter bediente sich auch hier, wie in den meisten seiner Fabeln, einer antiken Vorlage.

## Inhalt
Ein Eseltreiber zog mit seinen zwei Eseln durchs Land, den einen hatte er mit Schwämmen beladen, den anderen mit Säcken voller Salz. Die drei wanderten über Berg und Tal, bis sie an einen Fluss und eine Furt ankamen. Der Eseltreiber ließ den mit Salz beladenen Esel als ersten durchs seichte Wasser gehen, dann setzte er sich auf den mit Schwämmen beladenen und wollte so trockenen Fußes ans andere Ufer kommen. Der erste Esel, welcher den ganzen Weg so schwer an den Salzsäcken geschleppt hatte, wollte nun seinen eigenen Kopf durchsetzen, so kam es, dass er in ein tiefes Loch geriet. Doch kaum war er ein paar Züge geschwommen, löste sich das Salz im Wasser auf und von seiner Last befreit, riss er aus. Der andere Esel wollte es ihm gleich tun und ging mit seiner Ladung samt seinem Herrn ebenfalls ins tiefe Wasser. Doch die Schwämme saugten sich voll und schwer mit Wasser, sodass der Esel das rettende Ufer nicht mehr erreichen konnte.
Die Moral wird von den letzten Versen der Fabel geliefert: „Da naht der Retter. Wer? Das tut hier nichts zur Sache; Genug wenn man erkennt, es taugt nichts, dass durchaus es einer wie der andere mache. Eben darauf wollt ich hinaus.“

## Analyse
Jean de La Fontaine verarbeitete ein Thema des griechischen Dichters Äsop, das ebenfalls die Dummheit und Einfältigkeit des Esels behandelt. Doch in völlig verschiedener Weise stellen die beiden Dichter die gleiche Geschichte dar – Äsop auf epische und La Fontaine auf seine typisch dramatische Art.
In der Urversion geht ein mit Salz bepackter Esel ins Wasser und merkt, dass sich im Bad seine Bürde in Nichts auflöst. Später trägt der gleiche Esel eine Ladung Schwämme auf dem Rücken und erinnert sich, wie er die erste Last losgeworden war. Dass er glaubt, der Trick würde ihm wieder helfen, sich das Leben leichter zu machen, wird ihm aber zum Verhängnis, da die Schwämme vom Wasser schwerer werden. Bei La Fontaine treten zwei Esel gleichzeitig auf, wobei einer den andern nachahmt, was letzterem zum Verhängnis wird, während der erste Esel einfach nur Glück hatte.
La Fontaine, der es liebte in seinen Fabeln ironisch angehauchte Euphemismen zu verwenden, präsentierte den Eselstreiber als römischen Kaiser und seinen Stock als ein Zepter. Das Trio nannte er „Nos gaillards Pèlerins“ (etwa: unsere strammen Pilger-Burschen), was eine Anspielung darauf ist, dass unter der frommen Kutte sich durchaus Schelme verbergen können (eine Anspielung wie sie auch in Stücken bei Molière vorkam). Für den mit Schwämmen beladenen Esel hatte sich La Fontaine den Namen camarade épongier ausgedacht, und ließ ihn als „langohrigen Kurier“ vorantraben, während sein mit Salz beladener Esel langsam und bedächtig dahinschritt, als trüge er zerbrechliche Flaschen. Um die Szene des zu ertrinken drohenden Paares darzustellen, verwendete La Fontaine einige Enjambements: Esel und Eselstreiber, die er am Ende nur noch als ‚den Führer und den Schwamm‘ bezeichnet, trinken den Schwämmen zu (faire raison: beim Trinkgelage dem Vortrinkenden nachtrinken). Den französischen Begriff ‚naugées‘ (Schwimmbewegungen) hatte  La Fontaine erstmals mit dieser Fabelversion eingeführt, das Wort wurde 1835 in den Dictionnaire de l’Académie française aufgenommen. Vom sterbenden Eselreiter schrieb er, dass dieser in Erwartung eines baldigen und sicheren Todes den Esel am unerreichbaren Uferrand küsste.